# Oedothorax esyunini
Oedothorax esyunini là một loài nhện trong họ Linyphiidae.
Loài này thuộc chi Oedothorax. Oedothorax esyunini được miêu tả năm 2003 bởi Zhang, Zhang & Yu.